# Бурова, Вера Дмитриевна
Вера Дмитриевна Бурова (1929—2014) — советский хозяйственный, государственный и политический деятель, доярка колхоза «Искра» Атяшевского района Мордовской АССР. Герой Социалистического Труда.

## Биография
Родилась 21 ноября 1929 года в селе Тетюши ныне Атяшевского района Республики Мордовия в семье крестьянина.
После окончания Большеманадышской сельской школы в 1941 году начала работать в местном колхозе «Искра».
В 1948 году за приписки своих трудодней матери была осуждена к 6 месяцам исправительных работ, которые отбывала на лесоповале Урала в Красновишерском районе Молотовской области (ныне Пермского края).
По возвращении на родину, работала лаборанткой в районной конторе Заготзерно, потом — разнорабочей в родном колхозе «Искра».
С 1962 года работала на колхозной ферме дояркой.
Из года в год она увеличивала надои молока и в 1971 году за получение 4800 килограммов молока от каждой коровы была награждена орденом Октябрьской Революции.
В 1973 году В. Д. Бурова надоила по 5250 килограммов молока от каждой коровы, что явилось лучшим результатом в Мордовии.
Указом Президиума Верховного Совета СССР от 6 сентября 1973 года за большие успехи, достигнутые во Всесоюзном социалистическом соревновании, и проявленную трудовую доблесть в выполнении принятых обязательств по увеличению производства и заготовок продуктов животноводства в зимний период 1972—1973 годов Бурова Вера Дмитриевна удостоена звания Героя Социалистического Труда с вручением ордена Ленина и золотой медали «Серп и Молот».
С 1975 года заведовала колхозной фермой до ухода на пенсию, её общий трудовой стаж составил 56 лет.
Мастер высокой культуры животноводства В. Д. Бурова неоднократно являлась участницей Всесоюзной сельскохозяйственной выставки СССР (ВДНХ), в 1974 году была награждена автомобилем «Москвич».
Избиралась депутатом Верховного Совета РСФСР 9-го созыва (1975—1980) и Тетюшского сельского Совета.
Заслуженный работник сельского хозяйства Мордовской АССР и Почётный гражданин Республики Мордовия (05.01.1998).
Проживала в родном селе Тетюши, скончалась 2 сентября 2014 года.
Награждена орденами Ленина (06.9.1973), Октябрьской Революции (08.4.1971), Трудового Красного Знамени (13.3.1981), медалями, а также четырьмя серебряными и тремя бронзовыми медалями ВДНХ СССР.

## Награды
- Золотая медаль «Серп и Молот» (06.9.1973);
- орден Ленина (06.9.1973)
- орден Октябрьской Революции (08.4.1971)
- орден Трудового Красного Знамени (13.3.1981)
- Медаль «В ознаменование 100-летия со дня рождения Владимира Ильича Ленина» (1970)
- Медаль «За трудовую доблесть»
- четырьмя серебряными и тремя бронзовыми медалями ВДНХ СССР
- и другими
- Отмечен дипломами и почётными грамотами.